# Codonoboea inaequalis
Codonoboea inaequalis là một loài thực vật có hoa trong họ Tai voi. Loài này được Henry Nicholas Ridley mô tả khoa học đầu tiên năm 1896 dưới danh pháp Didymocarpus inaequalis. Năm 1997, Anton Weber chuyển nó sang chi Henckelia với danh pháp Henckelia inaequalis. Năm 2011, Ruth Kiew chuyển nó về chi Codonoboea